# Antoine Chenaux
Pour les articles homonymes, voir Chenaux.
Antoine Chenaux, né à Villeneuve le 5 mai 1899 et mort le 2 janvier 1991, est un musicien, compositeur, organiste et ingénieur vaudois.

## Biographie
Antoine Chenaux obtient son baccalauréat en sciences mathématiques en 1917. Dès son plus jeune âge, il manifeste une étonnante sensibilité musicale, que sa mère musicienne développe. Durant ses études, Antoine Chenaux travaille le piano. En 1921, il devient ingénieur diplômé de l'École d'ingénieurs de l'Université de Lausanne. Il fait ensuite des études de géophysique à Berlin en 1923 et voyage, jusqu'en 1928, comme géophysicien, en Égypte, au Venezuela et à Sumatra. Il se rend ensuite aux États-Unis, à Pittsburgh où il reprend ses études musicales tout en poursuivant des recherches scientifiques au Département de Géophysique du « Mellon Institute of Industrial Research ». Antoine Chenaux travaille le piano, l'orgue et la théorie musicale dans la section des Beaux-Arts du « Carnegie Institute of Technology » avec le Dr. Heinroth et le Dr. Casper Koch. Cet approfondissement de ses connaissances techniques lui permet d'acquérir une base solide sur laquelle reposent ses dispositions créatrices.
Dès lors, la carrière d'Antoine Chenaux se partage entre l'art et la science. Il retourne en Europe et continue pendant quatre ans ses études d'orgue à Paris avec l'organiste français Marcel Dupré. Antoine Chenaux suit également des cours de composition auprès de Nadia Boulanger. Après l'obtention de son diplôme d'orgue, Antoine Chenaux est nommé, en 1933, professeur d'orgue et de composition au Conservatoire de Neuchâtel où il remplace Louis Kelterborn. Il obtient son premier prix au concours de Radio-Genève pour une Suite de Noël pour orchestre. En 1934, il devient chargé de cours à l'École d'ingénieurs de l'Université de Lausanne qui deviendra l'actuelle École polytechnique fédérale de Lausanne. De 1951 à 1952, Antoine Chenaux enseigne l'orgue et la composition à la Pacific University de Forest Grove en Oregon (USA).
Ses compositions lui valent de nombreux compliments, notamment ceux de Aloÿs Fornerod et de Gustave Doret. Outre une production de musique de chambre considérable, il signe une fresque symphonique avec chœurs et soli, Atlantis ainsi que deux opéras, La Chevelure de Bérénice sur un texte de Géo Blanc et Thunderbird sur un livret de Robert S. Baker. Son œuvre est déposée à la Bibliothèque universitaire et cantonale - Lausanne quelques mois après son décès le 2 janvier 1991, afin de créer un fonds Antoine Chenaux.

## Sources
- « Antoine Chenaux », sur la base de données des personnalités vaudoises sur la plateforme « Patrinum » de la Bibliothèque cantonale et universitaire de Lausanne.
- Dictionnaire des musiciens suisses, Zurich, Atlantis Verlag, 1964, p. 76
- Journal de Genève, 1991/01/24, p. 22
- Aloÿs Fornerod, "Compositeurs vaudois, Antoine Chenaux" in: Feuilles musicales, 1955, p.88-93
- L'Abeille n°6, 1937, p. 4